# 冨澤風斗
冨澤 風斗（とみざわ かざと、1996年5月17日 - ）は、日本の男性俳優、声優。東京都出身。シグマ・セブンe所属。

## 人物
かつては劇団日本児童に所属していた。
趣味・特技はタップダンス、ジャズダンス、テニス、水泳。

## 出演
太字はメインキャラクター。

### テレビ番組
- ポンキッキーズ21（フジテレビ）
- ドレミノテレビ ドレミノコドモ（NHK教育）
- わたしが子どもだったころ KABA.ちゃん編（NHK BShi）本人役
- いつみても波乱万丈 桂歌丸篇 本人役
- ゲゲゲの女房（2010年、NHK総合）塚本和弘
- 桂ちづる診察日録 第1回（2010年、NHK総合テレビジョン/NHK BShi）桂陽太郎・16才

### テレビアニメ
- ケモノヅメ（2006年、村の子供B）
- コードギアス 反逆のルルーシュ（2007年 - 2008年、V.V.〈ブイツー〉） - 2シリーズ[3]）
- のらみみ（2007年、ナレーション、おたまじゃくそん） - 2シリーズ / とみざわかざと名義
- ドルアーガの塔 〜the Sword of URUK〜（2009年、アクラ）

### 劇場版アニメ
- 河童のクゥと夏休み（2007年、クゥ[4]）
- マイマイ新子と千年の魔法（2009年、一平）
- カラフル（2010年、小林真[5]）

### ゲーム
- コードギアス 反逆のルルーシュ LOST COLORS（2008年、V.V.）
- ファイナルファンタジーXIII（2009年、コクーン市民）
- 第2次スーパーロボット大戦Z 再世篇（2012年、V.V.）
- スーパーロボット大戦DD（2020年 - 2023年、V.V.）

### ネットシネマ
- 探偵事務所5（テツ）

### 吹き替え

#### 映画
- X-MEN:ファースト・ジェネレーション（チャールズ〈若年期〉）
- ザ・ロード（息子）
- シャーロットのおくりもの
- スノー・バディーズ 小さな5匹の大冒険
- スパイダーマン3（少年3.8）
- ダウト〜あるカトリック学校で〜
- チャーリーとチョコレート工場（チャーリー・バケット[6]〈フレディ・ハイモア〉）※日本テレビ版
- ナイト ミュージアム（ニッキーの友達1）

#### ドラマ
- イ・サン
- ファン・ジニ 第1話

#### アニメ
- ターザン2（2005年、トゥンカ）
- チャーリーとローラ（2005年、マーブ）
- メロディ・タイム（ボビー・ドリスコール）

### ラジオ
- FMシアター
  - 「よしこちゃんの涙の音」
  - 「鳥を放つ日」
- TOKYO FM系
  - 「NISSAN あ、安部礼司〜BEYOND THE AVERAGE〜」(2023年01月29日〜古巣畑大二郎)

### CM
- ハウス食品 クリームシチュー
- 大塚製薬 オロナミンC
- EPSON プロジェクター
- エバラ焼肉のたれ
- コイケヤ ポテトチップ・リッチカット
- ユニ・チャーム・ムーニーマン
- 東ハト「暴君ベビネロ」
- 味の素 クノールスープパスタ

### 舞台
- 浅香光代の世界「一人旅」 - 太郎吉
- ミュージカル「ホンク!〜みにくいアヒルの子〜ジュニア版」（2010年、江東区文化センター） - アンサンブル
- ミュージカル「ホンク!」（2014年、博品館劇場） - アンサンブル
- 劇団扉座「リボンの騎士-県立鷲尾高校演劇部奮闘記2019-」（2019年、すみだパークスタジオ倉） - メフィスト
- 2.5次元ミュージカル「イケメン戦国THE STAGE スペシャル初夢!〜ようこそ!くらぶ乱世へ〜」（2022年、シアター1010） - 振付アシスタント
- 2.5次元ミュージカル「劇団『ドラマティカ』ACT2/Phantom and Invisible Resonance」（2022年、【東京公演】品川プリンスホテル ステラボール / 【大阪公演】東大阪市文化創造館 Dream House大ホール / 【京都公演】京都劇場） - アンサンブル[7]